# Pino van Lamsweerde
Pino van Lamsweerde, all'anagrafe Giuseppe van Lamsweerde (Torino, 18 settembre 1940 – Parigi, 10 aprile 2020), è stato un regista e animatore italiano naturalizzato canadese. È stato accreditato anche con lo pseudonimo Joseph van Lamsweerde.

## Biografia
Nato a Torino il 18 settembre 1940 da Alessandro van Lamsweerde e Giuliana Tracanella, cresce e studia a Milano dove frequenta l'Accademia di Brera specializzandosi alla scuola di nudo. A Milano fa anche le prime esperienze come animatore.
Nel 1966 si imbarca per andare in Canada, con una piccola parentesi a New York; proseguendo gli studi e lavorando per la National Film Board of Canada.
In Canada rimane fino al 1997 vivendo tra Toronto, Ottawa e Montreal, poi si trasferisce a Parigi dove rimane fino alla sua morte.
Muore a Parigi il 10 aprile 2020, a 79 anni, per complicanze da COVID-19.

## Carriera professionale
Inizia a lavorare a Milano facendo artwork e grafica disegnando poster pubblicitari. Nel 1968 collabora al lungometraggio Putiferio va alla guerra.
Nel 1969 dopo essersi trasferito a Montréal, inizia come animatore lavorando alla serie Tiki Tiki. Negli anni 70 lavora sulla serie Aspettando il ritorno di papà di Hanna-Barbera tra Sydney, Australia e Vancouver. Nel 1973 è nel team dei 15 registi del mediometraggio Man: The Polluter.
A metà degli anni 1970 si stabilisce a Ottawa dove lavora per la Atkinson Film Arts come direttore di animazione e poi come regista. Nel 1981 lavora al film Heavy Metal, in cui è regista del segmento Harry Canyon.
Lì rimane fino al 1985, anno in cui si trasferisce a Parigi per lavorare come regista al lungometraggio Asterix e la pozione magica.
Nel 1987 si trasferisce a Montréal per lavorare come regista, direttore dell'animazione, designer e storyboard artist su diverse serie animate televisive, tra cui; The Smoggies, The Nutcracker Prince, The Legend of White Fang, Notizie da prima pagina  e Junior combinaguai.
Nel 1997 si trasferisce a Parigi dove rimarrà fino alla morte, tranne che per un breve interludio in cui nel 1999 a Milano collabora nella realizzazione di alcuni episodi animati ispirati al personaggio Corto Maltese, coproduzione The Animation Band, Stranemani e Rai.
Tra il 2004 e il 2006 fu direttore dei fogli macchina per le serie televisive Code Lyoko, Monster Allergy e Cacciatori di draghi.

## Filmografia

### Regista
- 1973: Man: The Polluter
- 1981: Heavy Metal (Harry Canyon)
- 1983: Gli Orsetti del Cuore (serie animata): Il regno di FreddoCuore
- 1984: Gli Orsetti del Cuore (serie animata): Il congela-tutto
- 1985: The Velveteen Rabbit
- 1985: Rumpelstiltskin
- 1986: Asterix e la pozione magica
- 1993: Notizie da prima pagina (Spirou)

### Animazione
- 1971 : Tiki Tiki
- 1971: In a Nutshell
- 1973: Man: The Polluter[4]
- 1973-1974: Aspettando il ritorno di papà (5 épisodes)
- 1975: The Energy Carol[5]
- 1978: The Little Brown Burro
- 1979: The New Misadventures of Ichabod Crane
- 1979: Tukiki and His Search for a Merry Christmas
- 1981: Heavy Metal
- 1990: La favola del principe schiaccianoci
- 1992: La leggenda di Zanna Bianca
- 2004: Cacciatori di draghi
- 2006: Monster Allergy